# Levonorgestrel
El levonorgestrel (o I-norgestrel o D-norgestrel) es una progestina sintética de segunda generación. Se utiliza en métodos anticonceptivos hormonales como los implantes subcutáneos, los anticonceptivos de emergencia -píldora del día después-, píldoras anticonceptivas y dispositivos intrauterinos.

## Química
El levonorgestrel (levo=izquierda) es una forma de una hormona que existe en dos formas con imagen en espejo izquierdo y derecho.
Químicamente, la pastilla de levonorgestrel es un enantiómero levorrotatorio de la mezcla racémica norgestrel hormonalmente activo. Es una progestina gonano derivada de la 19-nortestosterona.
Sus afinidades de unión relativas in vitro en los receptores de hormonas esteroides humanos son: 323% que el de la progesterona en el receptor de progesterona, 58% que el de la testosterona en el receptor androgénico (AR), 17% que el de la aldosterona en el receptor mineralocorticoide, 7.5% que el del cortisol en el receptor glucocorticoide, y <0,02% que el del estradiol en el receptor estrogénico.

## Usos

### Anticonceptivo oral hormonal
En dosis bajas, el levonorgestrel se usa como una píldora anticonceptiva en formulaciones monofásicas y trifásicas de pastillas anticonceptivas orales combinadas. Las dosis monofásicas varían entre 100 y 250 µg, y las dosis trifásicas entre 50 µg, 75 µg y 125 µg.
En dosis diarias muy bajas de 30 µg, el levonorgestrel se usa en algunas formulaciones de píldoras de progestágeno solo (minipíldora).

### Anticonceptivo de emergencia
El levonorgestrel se usa como píldora anticonceptiva de emergencia tanto en combinación con el denominado método de Yuzpe, que incluye estrógeno, como en una formulación única de levonorgestrel. Esta última, el método de levonorgestrel solo, usa una dosis única elevada de 1.5 mg o dos dosis de 0.75 mg cada una separadas por 12 horas, que deben tomarse antes de transcurridos tres días del coito sin protección. Los nombres comerciales del genérico levonorgestrel varían en los países del mundo.
También se utiliza en casos de menorragia idiopática y algunas formas de endometriosis para regular el ciclo y/o sangrado. (Véase el prospecto de Mirena:https://cima.aemps.es/cima/dochtml/p/63158/Prospecto_63158.h.)

### Dispositivo intrauterino
El levonorgestrel es el ingrediente activo del dispositivo intrauterino Mirena y "Jaydess".

### Anticonceptivo subdérmico
El levonorgestrel es el ingrediente activo de los implantes subdérmicos Jadelle, yNorplant.

## Mecanismo de acción
Debido a que posee un mecanismo de acción múltiple, el efecto del levonorgestrel es dependiente de la dosis y del momento del ciclo menstrual en el que se administre. En el contexto de la anticoncepción, su finalidad es disminuir los niveles séricos de LH y FSH de manera que se evite la maduración folicular causando, por tanto, la ausencia de ovulación o su retraso. Esto se consigue mayoritariamente si la administración del levonorgestrel es previa a la ovulación.
En cuanto al mecanismo de acción a nivel del endometrio, se reduce la cantidad de moco cervical a la mitad del ciclo y lo mantiene en este estado impidiendo la penetración de los espermatozoides. Por otra parte, algunos investigadores han sostenido que el levonorgestrel altera las paredes internas del útero (estrecha el endometrio) impidiendo la implantación del blastocito en el útero. Sin embargo, se ha demostrado en estudios clínicos en mujeres y también en investigaciones en ratas de laboratorio que el levonorgestrel no tiene efectos significativos sobre el endometrio, tanto a nivel molecular como a nivel morfológico y fisiológico

### Efectividad
El uso de levonorgestrel dentro de las 72 horas posteriores a una relación sexual sin protección o por fallo en el anticonceptivo o por caso de violencia sexual, tiende a reducir las probabilidades de embarazo entre un 60% y un 90%. La efectividad será mayor cuanto antes se tome después de la relación sexual e irá disminuyendo hasta los 5 días después que sería el momento en que se produciría la implantación.
Sin embargo hay ciertos factores que pueden influenciar a la efectividad:
- IMC: Se observó que en mujeres con un IMC superior a 26 kg/m² la efectividad del levonorgestrel se redujo a valores similares a aquellas mujeres que no habían tomado medidas de contracepción de emergencia.
- Día del ciclo menstrual: Si el levonorgestrel se tomaba el día antes de la ovulación se multiplica por 4 la probabilidad de quedar embarazada.

## Efectos secundarios
Los posibles efectos secundarios del levonorgestrel incluyen: náusea, vómitos, dolor de estómago, desmayos, sensibilidad en los pechos, cansancio y debilidad, sueño,  dolor de cabeza, cambios menstruales y diarrea.
El levonorgestrel disminuye la testosterona libre, la androstenediona, el sulfato de dehidroepiandrosterona (DHEAS), la dihidrotestosterona (DHT) y la globulina fijadora de hormonas sexuales (SHBG), pero no tiene efectos en la función sexual ni en los marcadores de bioactividad androgénica.